# Třída Condottieri

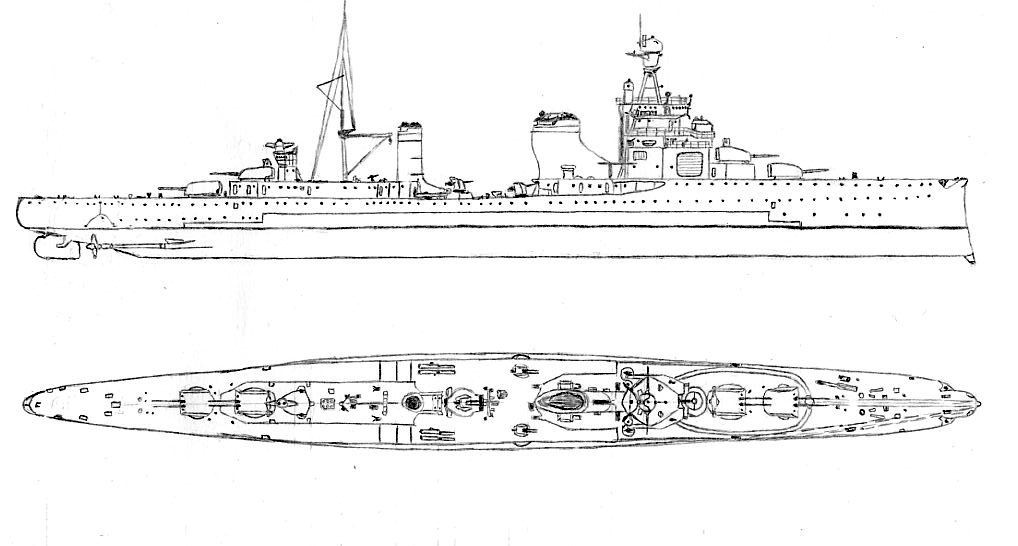
Schéma křižníku Alberto di Giussano – prvního zástupce třídy Condottieri

Třída Condottieri je souhrnné označení pro pět tříd lehkých křižníků, postavených pro italské námořnictvo v letech 1926–1937. Těchto pět tříd zahrnovalo celkem dvanáct postavených jednotek. Křižníky byly stavěny jako tzv. grandi esploratori (~ velký průzkumník) zejména jako protiváha „supertorpédoborců“ francouzského námořnictva. Lodě byly pojmenovány po vojenských velitelích (italsky condottieri) italské renesance.
První dvě třídy (Di Giussano a Luigi Cadorna) měly standardní výtlak přibližně 5000 imperiálních tun. Byly to lodě rychlé a relativně silně vyzbrojené, ale jen málo pancéřované, protože při jejich konstrukci byl kladen důraz zejména na rychlost. Malá odolnost jejich konstrukce se negativně projevila během válečného nasazení, během kterého bylo 5 ze 6 lodí ztraceno. Třída Luigi Cadorna se lišila jen málo.
Následující třída Raimondo Montecuccoli měla o 2000 tn vyšší výtlak, přičemž zejména bylo výrazně zlepšeno pancéřování lodi. U další třídy Duca d'Aosta bylo opět vylepšeno pancéřování a zesílen pohon. Všechna tato plavidla přitom nesla stejný počet děl hlavní ráže – tedy osm 152mm kanónů délky 53 ráží (Model 1926 a 1929) ve dvoudělových věžích.
Poslední evolucí třídy Condottieri byla pátá třída Duca degli Abruzzi, která byla výrazně přepracována a znamenala odklon od rychlosti výměnou za zesílenou pancéřovou ochranu a výzbroj. Výzbroj byla zesílena na 10 kusů vylepšených 152mm kanónů délky 55 ráží (Model 1934 a 1936) umístěných ve dvou dvoudělových a dvou třídělových věžích.